# Batalla de Markada
La batalla de Markada fue un enfrentamiento entre los grupos terroristas Frente al-Nusra y Estado Islámico de Irak y el Levante, por el control del pueblo de Markada, ubicado en el sur de la gobernación de Hasakah, durante los enfrentamientos contra el EIIL en el marco de la Guerra Civil Siria.

## Trasfondo
Para el EIIL, Markada era un pueblo estratégicamente importante por tres motivos: se encontraba en la ruta de suministros de armas desde Irak, estaba situado a medio camino entre Hasaka y Deir ez-Zor, en la carretera que une a las dos ciudades, y además estaba situado en una colina que domina la zona circundante. No obstante, el pueblo estaba controlado por el Frente al-Nusra.

## Desarrollo
La batalla empezó el 21 de marzo de 2014, con varios combates cerca de los silos de cereales de Markada que causaron la muerte de 27 combatientes del Frente al-Nusra, así como un número indeterminado de desaparecidos. La mañana del 27 de marzo el EIIL atacó directamente al pueblo, y consiguió que al-Nusra se retirara al hospital local y a la montaña cercana.
Los primeros combates se produjeron poco antes del alba del 29 de marzo. El EIIL atacó las posiciones de al-Nusra en el hospital y la montaña. Luego de intensas luchas que dejaron un saldo de 43 muertos de al-Nusra y 13 del EIIL, el EIIL capturó por completo el pueblo, y las fuerzas de al-Nusra se retiraron al pueblo de al-Sour, en el zona rural oriental de la gobernación de Deir ez-Zor. El EIIL capturó a muchos luchadores de al-Nusra. Entre los muertos se encontraba el principal comandante provincial del EIIL, Omar al-Farouk al-Turki.
El 31 de marzo, en un intento de recapturar el pueblo, , el Frente al-Nusra lanzó un contraataque que terminó fracasando. Para entonces, las bajas entre ambos bandos se habían incrementado a 120.